# Francis Maitland Balfour
Francis Maitland Balfour (Edinburgh, 1851. november 10. – Aiguille Blanche de Peuterey közelében (Mont Blanc), 1882. július 19.) skót származású brit biológus, Arthur Balfour brit politikus öccse.

## Pályafutása
A Cambridge-i Egyetemen természettudományokat tanult. Michael Foster embriológiáról tartott előadása felkeltette érdeklődését az állatok belső morfológiája iránt. A kitűnő tanulmányi eredményeinek köszönhetően a nápolyi zoológiai állomásra küldték. Az ott végzett kutatás eredményeit publikálta 1878-ban a cápákról és rájákról írt monográfiájában. A tanulmány új fényt vetett a gerinchúrosok bizonyos szerveinek fejlődésére, különösen a kiválasztó szervrendszerre  és az idegrendszerre.
1878 júniusában a Royal Society tagjává választották, 1881-ben a Royal-éremmel tüntették ki.
A kétkötetes Összehasonlító embriológia művét a gerinctelenekről és a gerincesekről írta. Tudományos munkáját elismerték, több egyetem hívta tanítani, de nem akarta elhagyni Cambridge-t, ezért az intézmény bevezette az állatok morfológiája tantárgyat. A tanítást soha nem kezdte el, mert hastífuszt kapott. Gyógyulni ment a francia Alpokba, de hegymászás közben lezuhant kísérőjével együtt.

## Publikációi
- On the Development of Elasmobranch Fishes
- A treatise on comparative embryology
- The elements of embryology (társszerző)